# كازابلانكا (فلم 2019)
كازابلانكا فيلم أكشن مصري من إنتاج سنة 2019. الفيلم من إخراج بيتر ميمي، وتأليف هشام هلال، وإنتاج وليد منصور، ومن بطولة أمير كرارة، وغادة عادل، وإياد نصار، وخالد ارغنش، وعمرو عبد الجليل، ولبلبة، وأحمد داش، ومحمود البزاوي. حقق الفيلم أعلى الإيرادات في موسم عيد الفطر 2019. وهذا الفيلم هو التعاون الثاني بين المخرج بيتر ميمي وأمير كرارة بعد فيلم حرب كرموز.

## ملخص القصة
في إطار الإثارة والتشويق تدور أحداث الفيلم حول ثلاثة أصدقاء عمر المر، عرابي، رشيد يشكلون عصابة للسطو على السفن، يُطلق علي أنفسهم هجامين البحر، يتم تكليفهم بمهمة خطيرة ضد رجال المافيا، وهي السطو على سفينة في وسط البحر بداخليها سيارة بها شحنة ألماس كبيرة، ولكن عرابي يقرر تنفيذ العملية لحسابه الشخصي، ويهرب على المغرب، ويتم القبض على عمر المر، فتبدأ تصفية الحسابات والمعارك الضارية.

## طاقم العمل
- أمير كرارة بدور عمر المر[3][4][5]
- غادة عادل بدور فيفا
- إياد نصار بدور رشيد
- عمرو عبد الجليل بدور عرابي
- خالد أرغنتش بدور دراچون
- لبلبة بدور زوزو
- محمود البزاوي بدور چو
- أحمد داش بدور زكريا
- أحمد جمال سعيد
- بلال التونسي
- سلمى جلال
- محمد عبد السيد
- أحمد فهمي (ضيف شرف)
- بيومي فؤاد (ضيف شرف)
- مصطفي شعبان (ضيف شرف)
- نيللي كريم (ضيفة شرف)

## وصلات خارجية
- كازابلانكا على موقع قاعدة بيانات الأفلام العربية
- كازابلانكا على موقع IMDb (بالإنجليزية)
- فيلم كازابلانكا على موقع موفيز اون لاين (بالعربية)